# Вежбица (гмина, Хелмский повет)
Вежбица (пол. Wierzbica) — сельская гмина (волость) в Польше, входит как административная единица в Хелмский повет, Люблинское воеводство. Население — 5433 человека (на 2004 год).

## Сельские округа
1. Бакус-Ванда
2. Бусувно
3. Хылин
4. Хылин-Вельки
5. Хеленув
6. Каменна-Гура
7. Карчунек
8. Коза-Гура
9. Охожа
10. Ольховец
11. Ольховец-Колёня
12. Пнювно
13. Сычин
14. Свенцица
15. Тарнув
16. Теренин
17. Вежбица
18. Вулька-Тарновска
19. Владыславув

## Прочие поселения
1. Бедакув
2. Бжезина
3. Бусувно-Колёня
4. Буза
5. Хылин-Малы
6. Деркаче
7. Дольна
8. Дзюбаны
9. Глины
10. Кавентчизна
11. Леонувка
12. Мачулы
13. Майдан
14. Малорыта
15. Марцинова-Нива
16. Охожа-Пняки
17. Осадники
18. Острове
19. Подлонче
20. Попувка
21. Ровиска
22. Стара-Весь
23. Сташице
24. Свенцица
25. Верейце
26. Вежбица-Оседле
27. Вулька-Тарновска
28. Выгода
29. Заулица

## Соседние гмины
1. Гмина Хелм
2. Гмина Цыцув
3. Гмина Ханьск
4. Гмина Савин
5. Гмина Седлище
6. Реёвец-Фабрычны
7. Гмина Уршулин